# Termoregulace živočichů
Existují tři typy živočichů: endotermní, ektotermní a heterotermní živočichové. Toto rozdělení funguje na základě jejich schopnosti udržovat svoji tělesnou teplotu.

## Endotermní organismy
Dokáží si tělesnou teplotu udržet po určitou dobu "spalováním" potravy, a to bez ohledu na okolní podmínky. Mezi tyto fyziologicky pokročilé organismy řadíme dnes zejména savce (mammalia, vyjma rypoše lysého) a ptáky (aves). Teplokrevní byli do určité míry zřejmě i druhohorní neptačí dinosauři a ptakoještěři.

## Ektotermní organismy
Jejich tělesná teplota je závislá na teplotě okolí, tzn. teplota okolí = teplota těla. Aktivita těchto organismů roste se zvyšující se teplotou, avšak jen do určité míry. Typickými zástupci ektotermů jsou plazi (reptilia).

## Heterotermní organismy
Tyto organismy dokáží přečkat nepříznivé období ve stavu strnulosti – hibernace (křeček polní) nebo estivace (bodlín Telfairův).

## Termoregulace člověka

teplota prostředí a lidského těla

Člověk udržuje stálou tělesnou teplotu (homoiotermie), která mírně kolísá během dne (dáno vnitřně - biorytmus) mezi 36° - 37 °C, pomocí vnitřních tělesných procesů (endotermie).

### Produkce tepla
Teplo je produkováno několika způsoby: chemicky, jako vedlejší produkt metabolismu (hl. svaly a játra), nebo při zvýšených nárocích se uplatňuje tzv. třesová a netřesová termogeneze. Netřesová termogeneze – štěpení tukovitých látek v oblasti hnědého tuku. Třesová termogeneze – třes příčně pruhované svaloviny v oblasti krku a zad.

### Výdej tepla
Lidské tělo vydává teplo několika způsoby – sáláním ve formě infračervených paprsků, vedením (ve vodě rychlejší), prouděním a pocením. Přibližný vyzářený výkon lidského těla je pro zjednodušení udáván jako ekvivalent 100 W žárovky.

### Řízení stálé tělesné teploty člověka

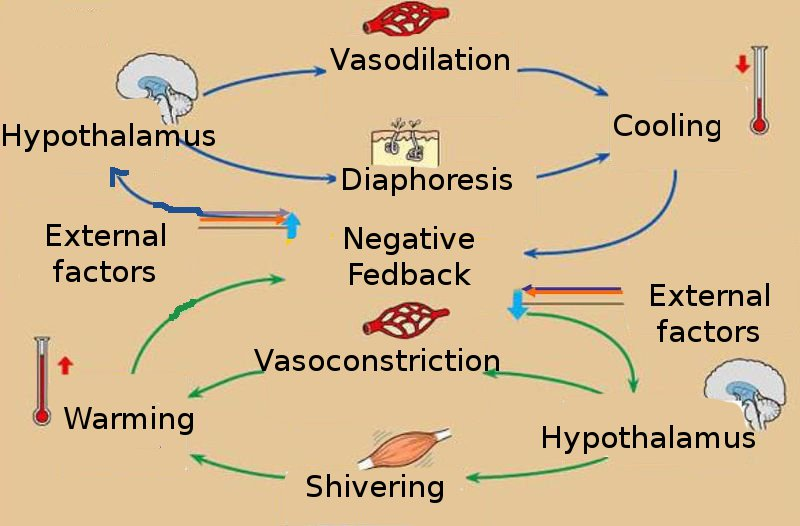
Nervové řízení termoregulace s mechanismem negativní zpětné vazby: Při nadměrném zahřívání vyvolá hypotalamus pocení a rozšíření cév, při nadměrném ochlazování naopak zúženi cév a svalový třes.

Řízení stálé tělesné teploty je pro organismus velice důležité, aby nedošlo k podchlazování nebo naopak k přehřívání a uplatňují se dva typy řízení - nervové a hormonální.
Nervové řízení: Zajišťuje rychlé reakce na změnu okolní teploty – reguluje průsvit kožních cév, pocení a třes kosterního svalstva.
Hormonální řízení: Hormonální řízení se uplatňuje pod vlivem hormonů štítné žlázy a dřeně nadledvin - dlouhodobá adaptace na chlad.

### Poruchy termoregulace
PODCHLAZENÍ: Pokles teploty vnitřních orgánů (tzv. jádra), pod 26 °C nastává srdeční zástava. V důsledku lokálního poklesu teploty dochází k omrzlinám.
PŘEHŘÁTÍ: (úžeh):Tento stav nastává, je-li organismu znemožněno pocení. Tento stav může být i život ohrožující, stoupne-li teplota jádra nad 42 °C. Tento stav zapříčiňuje nevratné poškození mozku. pozn.: Horečka je stav, kdy tělesná teplota vystoupí nad 38 °C v důsledku přehřátí nebo toxinů při infekcích.